# وی‌ام‌اس اوه
وی‌ام‌اس اوه (به انگلیسی: VMS Eve) یک هواگرد ساختِ کارخانهٔ اسکیلد کامپوزیتس در کشور ایالات متحده آمریکا است. نخستین استفاده‌کنندهٔ این هواگرد ویرجین گلکتیک بوده‌است. این هواگرد برای نخستین بار در ۲۱ دسامبر ۲۰۰۸ میلادی مورد استفاده قرار گرفت.